# Атомна модель Бора

Атомна модель Бора

Теорія Бора — історично перша теорія, що на основі «квазікласичного підходу» описала «дискретну структуру» енергетичного спектру воднеподібних атомів. 
За Бором атомне ядро можна уявити у вигляді сферичної краплі із специфічної ядерної матерії, яка декотрими своїми властивостями (незтиснюваність, насичення ядерних сил, "випаровування" нуклонів) нагадує рідину. На ядерну краплю можна розповсюдити декотрі інші властивості краплі рідини. Наприклад, поверхневий натяг, дроблення краплі на дрібніші (ділення ядер), злиття дрібних крапель у велику (синтез ядер). Враховуючи ці властивості, а також принцип Паулі та наявність електричного заряду, можна отримати напівемпіричну формулу, яка дозволяє обчислювати енергію зв'язку {\displaystyle \Delta W} (а значить і масу {\displaystyle M_{\text{Я}}}) будь-якого ядра, якщо відомий його нуклонний склад ({\displaystyle Z} та {\displaystyle A}) за формулою Вейцзекера:
{\displaystyle \Delta W(A,Z)=\alpha A-\beta A^{2/3}-\gamma {\frac {Z^{2}}{A^{1/3}}}-\zeta {\frac {(A/2-Z)^{2}}{A}}+\delta A^{-3/4},}
де {\displaystyle \alpha ,\beta ,\gamma ,\zeta ,\delta } - коефіцієнти, однакові для усії ядер (коефіцієнт {\displaystyle \delta } має три значення: {\displaystyle \delta =+|\delta |} для ядер із парним {\displaystyle A} та парним {\displaystyle Z;\,\,\delta =-|\delta |} для ядер з парним {\displaystyle A} та непарним {\displaystyle Z;\,\,\delta =0} для ядер із непарним {\displaystyle A}).
Нільс Бор запропонував видозмінити класичну механіку шляхом введення сталої Планка {\displaystyle h}. Він припустив, що не всі рухи, допустимі в класичній механіці, реалізуються в атомних системах, а лише деякі, можна сказати «вибрані». Стосовно енергії атома гіпотеза Бора (або, як її називали, постулат Бора) означала, що енергія атома {\displaystyle E} може приймати лише дискретні, квантовані значення:
{\displaystyle E=E_{1},E_{2},...,E_{n},...,E_{m},...\ }
Тобто починаючи з Н.Бора під квантуванням розуміли деформацію із параметром деформації {\displaystyle \hbar } алгебри {\displaystyle C^{\infty }(M)} функцій (спостережуваних) на гладкому многовиді {\displaystyle M,} наділену дужкою Пуасона. Квантування - клас алгебр операторів {\displaystyle A_{\hbar }}, параметризований параметром {\displaystyle \hbar .} 
Постулати Бора є правильними до сьогодні, незважаючи на поступ науки, оскільки вони є прямими вираженнями експериментальних фактів. Постулати Бора суперечили класичній теорії випромінювання, оскільки за нею атом повинен випромінювати неперервно, і тому його енергія може приймати будь-які значення енергії, що лежать між дозволеними рівнями енергії. Таким чином Бор вперше при підході до атомної проблеми став на квантову точку зору, згідно з якою енергія випромінюється квантами світла. Тоді, шляхом об'єднання закону збереження енергії з постулатом Бора ми отримаємо написаний вперше Бором закон, що зв'язував частоти {\displaystyle \omega _{mn}}, котрі може випромінювати, та поглинати атом (спектр атому), із квантовими рівнями {\displaystyle E_{n}}, властивими для даного атома, тобто
{\displaystyle \hbar \omega _{mn}=E_{m}-E_{n}\ }

Це рівняння є не що інше, як закон збереження енергії при випромінюванні та поглинанні світла, і в першій теорії Бора виступало як один із постулатів його теорії («правило частот» Бора). Розділивши останнє рівняння на постійну Планка отримаємо частоти, що поглинаються чи випромінюються квантовими системами. Більше того, вони можуть бути подані у вигляді різниці двох частот:
{\displaystyle \omega _{mn}=\omega _{m}-\omega _{n},\omega _{m}=E_{m}/\hbar ,\omega _{n}=E_{n}/\hbar \ }
Ці частоти називаються «спектральними термами».
Ще задовго від Бора чисто експериментальним шляхом Ріцем було встановлено, що частоти спектру випромінювання/поглинання атомів можуть бути подані у вигляді різниці термів («комбінаційний принцип» Ріца). Тому останні вирази можна розглядати як математичну форму емпіричного принципу Ріца.
В комбінаційному принципі Ріца ми зустрічаємося з ще одним протиріччям між класичною теорією та дослідом. Якщо електрон знаходиться в атомі, то він здійснює періодичний або квазіперіодичний рух. В найпростішому випадку одномірного руху його координата {\displaystyle x(t)} може бути розкладена в ряд Фур‘є:
{\displaystyle x(t)=x_{n}e^{i\omega _{n}t}\ },
де {\displaystyle \omega _{n}=n\omega _{1}}, а {\displaystyle \omega _{1}} — частота основного тону, {\displaystyle \omega _{n}} — частота {\displaystyle (n-1)}- го обертону. Інтенсивність {\displaystyle I_{n}} випромінювання частоти {\displaystyle \omega _{n}} визначається амплітудою {\displaystyle (n-1)}- го обертону, тобто величиною {\displaystyle x_{n}}. Частоти, відповідно до класичного підходу, можуть бути розташовані в рядок
{\displaystyle \omega =\omega _{1},\omega _{2},...,\omega _{n},...\ }
Таким же чином можуть бути розташовані і відповідні їм інтенсивності випромінювання {\displaystyle I_{n}} або амплітуди {\displaystyle x_{n}}. Це є загальний наслідок класичної теорії, що суперечить емпіричному правилу Ріца, так як відповідно до цього принципу, частоти, що спостерігаються в експериментах завжди визначаються двома числами {\displaystyle n} та {\displaystyle m} (номера термів), так що в рядок розташовуються не частоти, а терми ({\displaystyle \omega _{n}=E_{n}/h}), частоти ж розташовуються в квадратну нескінченну матрицю…

Бор припустив, що рух електрону в атомі підкоряється законам класичної механіки, тому тут можливе використання класичної кеплеревої задачі. Тому повна енергія такої системи буде:
{\displaystyle E=-{\frac {Ze^{2}}{2a}}\ },
де {\displaystyle a} — велика піввісь еліпсу. За третім законом Кеплера радіус {\displaystyle a} зв'язаний з періодом обертання {\displaystyle T} співвідношенням:
{\displaystyle {\frac {a^{3}}{T^{2}}}=a^{3}{\frac {\omega ^{2}}{4\pi ^{2}}}={\frac {Ze^{2}}{4\pi ^{2}m}}\ },
Друге співвідношення дає нам правило квантування:
{\displaystyle p_{\phi }=n\hbar }
Далі, за визначенням,
{\displaystyle p_{\phi }=ma^{2}{\dot {\phi }}=ma^{2}\omega }
звідки знаходимо:
{\displaystyle a_{n}^{2}\omega ={\frac {n\hbar }{m}}}
Із останніх співвідношень знаходимо радіуси орбіт для дискретних енергій:
{\displaystyle a_{n}=n^{2}{\frac {\hbar ^{2}}{mZe^{2}}}}
При {\displaystyle Z=1} та {\displaystyle n=1} (перша орбіта атома водню) отримуємо Борівський радіус:
{\displaystyle a_{1}=a_{B}={\frac {\hbar ^{2}}{me^{2}}}=5,2917706\cdot 10^{-11}} м
Борівський масштаб для енергії:
{\displaystyle W_{B}={\frac {\hbar ^{2}}{2ma_{B}^{2}}}}
Борівська циклічна частота:
{\displaystyle \omega _{B}={\frac {\hbar }{2ma_{B}^{2}}}=2,0670686\cdot 10^{16}c^{-1}}

## Радіус Бора
Оскільки радіус борівської орбіти має важливе значення при розгляді структури атома та в різних практичних застосуваннях, тому має сенс розглянути дану проблему більш детально. При цьому обмежимося тривіальним рухом по колу, оскільки він є найпростіший, проте навіть в ньому проявляються всі ті недоліки квазівкласичного підходу Бора.
Ми розглянемо класичну задачу «двох тіл», що взаємодіють між собою за допомогою кулонівської сили (розгляд в системі ISQ):
{\displaystyle F_{C}={\frac {1}{4\pi \epsilon _{0}}}{\frac {q^{2}}{r^{2}}}}
де {\displaystyle \epsilon _{0}}- діелектрична стала. Круговий рух забезпечується доцентровою силою:
{\displaystyle F_{\omega }=m_{0}v^{2}/r,\ }
де {\displaystyle v\ }- швидкість циклічного руху. Очевидно, що рух електрона борівською орбітою викликає не нульове значення класичного момента кількості руху:
{\displaystyle L_{\omega }=m_{0}vr\ }
Квантування радіуса борівської орбіти не випливає із загальної квантьової задачі про рух електрона в кулонівському полі ядра атома. В рамках цієї задачі випливає лише квантування енергії. Для знаходження квантування борівських радіусів скористаємося квантуванням момента імпульсу:
{\displaystyle L_{z}=n\hbar ,n=1,2,3,...\ }
де {\displaystyle \hbar =h/2\pi \ }- приведена стала Планка.
прирівнюючи класичний та квантовий моменти імпульсу, знаходимо квантування швидкостей на борівських орбітах:
{\displaystyle v_{n}=n\hbar /m_{0}r_{n}\ }.
Далі, прирівнюючи кулонівську та доцентрову сили, та враховуючи квантування швидкості, знаходимо квантування борівських радіусів:
{\displaystyle r_{n}={\frac {4\pi \epsilon _{0}}{q^{2}}}\cdot {\frac {\hbar ^{2}}{m_{0}}}\cdot n^{2}=a_{B}n^{2}}
де {\displaystyle a_{B}=r_{1}=\lambda _{0}/2\pi \alpha }- фундаментальна константа, котра отримала назву «радіус Бора». При отриманні даного виразу була використана {\displaystyle \lambda _{0}-\ } комптонівська довжина хвилі електрона, та стала тонкої структури:
{\displaystyle \alpha ={\frac {q^{2}}{2hc\epsilon _{0}}}\ }
де {\displaystyle c}- швидкість світла.

## Повна енергія борівського атома
Потенціальна енергія руху електрона в кулонівському полі ядра атома із врахуванням квантування радіусів борівських орбіт може бути записана у вигляді:
{\displaystyle W_{pn}=-{\frac {1}{4\pi \epsilon _{0}}}{\frac {q^{2}}{r_{n}}}=-{\frac {\hbar ^{2}}{m_{0}a_{B}^{2}}}{\frac {1}{n^{2}}}}
Кінетична енергія обертального руху електрона може бути записана у вигляді:
{\displaystyle W_{kn}={\frac {m_{0}v_{n}^{2}}{2}}={\frac {\hbar ^{2}}{2m_{0}a_{B}^{2}}}{\frac {1}{n^{2}}}}
Таким чином, повна енергія борівського атома буде:
{\displaystyle W_{tn}=W_{pn}+W_{kn}=-{\frac {\hbar ^{2}}{2m_{0}a_{B}^{2}}}{\frac {1}{n^{2}}}}
Тут знак «-» враховує той очевидний факт, що при попадання з нескінченності на перший рівень енергії, електрон випромінює фотон {\displaystyle \hbar \omega _{B}}. Тому переміщення електрона на вищі рівні {\displaystyle n>1} вимагає зовнішніх джерел енергії.

## Проблема частоти квазікласичного підходу
Уточнимо значення квантів швидкості шляхом врахування квантування радіусів:
{\displaystyle v_{n}={\frac {\hbar }{m_{0}a_{B}}}\cdot {\frac {1}{n}}}
Проте, знаючи швидкість руху по колу, можна знайти циклічну частоту:
{\displaystyle \omega _{cn}={\frac {v_{n}}{r_{n}}}={\frac {\hbar }{m_{0}a_{B}^{2}}}\cdot {\frac {1}{n^{3}}}}
для порівняння нагадаємо значення борівської частоти в системі ISQ:
{\displaystyle \omega _{Bn}=0,5{\frac {\hbar }{m_{0}a_{B}^{2}}}\cdot {\frac {1}{n^{2}}}}
Із останніх виразів видно, що ціклічна частота {\displaystyle \omega _{cn}}в 2- рази більша за борівську частоту {\displaystyle \omega _{Bn}} при {\displaystyle n=1}. Більше того, ці частоти відрізняються ступенем залежності від головного квантового числа {\displaystyle n}.
Виявилося, що циклічна частота зменшується з ростом {\displaystyle n^{-3}}, а борівська частота — має залежність — {\displaystyle n^{-2}}!
Не можна сказати, що різний характер залежності циклічної та борівської частоти від головного квантового числа пройшов не поміченим. Ось як дану проблему розглядав Шпольський. Оскільки на перших порах розвитку атомної теорії вимірювалась не борівська частота, а різнична (при переходах між двома рівнями збудження {\displaystyle k\neq \;n}):
{\displaystyle \Delta \omega _{Bkn}=\omega _{B}({\frac {1}{k^{2}}}-{\frac {1}{n^{2}}})=\omega _{B}{\frac {(n-k)(n+k)}{k^{2}n^{2}}}}
тому у випадку великих значень головного квантового числа {\displaystyle n\gg 1}, при виконанні умов:
{\displaystyle n-k=1,k=n+1\approx n},
формулу для різниці частот можна переписати у вигляді:
{\displaystyle \Delta \omega _{Bn}=\approx \omega _{B}{\frac {2}{n^{3}}}}.
Як бачимо при великих значеннях квантового числа ми маємо відповідність:
{\displaystyle \omega _{cn}\approx \Delta \omega _{Bn}\approx \omega _{B}{\frac {2}{n^{3}}}}.
Проте при переходах головне квантове число змінюється не на {\displaystyle \Delta n=1}, а на 2,3,… ({\displaystyle \Delta n\ll \;n}). Тоді будемо мати:
{\displaystyle \Delta \omega _{Bn}=\approx \omega _{B}{\frac {2\Delta n}{n^{3}}}=\omega _{cn}\Delta n,\Delta n=2,3,...}
Тобто частоти, що випромінюються при подібних переходах — {\displaystyle 2\omega _{cn},3\omega _{cn},...} будуть збігатися з першим, другим або більш високим обертоном циклічної частоти. Для малих квантових чисел такого співвідношення не має, але існує відповідність, так що кожному циклічному обертону можна привести у відповідність певну борівську частоту.

## Формула Зоммерфельда — Дірака
Рух електрона навколо атомного ядра в рамках класичної механіки можна розглядати як "лінійний осцилятор", котрий характеризується "адіабатичним інваріантом", що являє собою площу еліпса (в узагальнених координатах):
{\displaystyle \oint \mathbf {p} \cdot \,\mathbf {dq} ={\frac {W}{\nu }}=J}
де  - {\displaystyle \mathbf {p} ,\mathbf {q} } - узагальнений імпульс та координати електрона,  {\displaystyle W}  - енергія, {\displaystyle \nu } - частота.
А квантовий постулат стверджує, що площа замкненої кривої в фазовій {\displaystyle pq}- площині за один період руху, рівна цілому кратному від сталої Планка  {\displaystyle h} (Дебай, 1913 р.).
З точки зору розгляду сталої тонкої структури найцікавішим є рух релятивістського електрону в полі ядра атома, коли його маса залежить від швидкості руху. В цьому випадку ми маємо дві квантові умови:
{\displaystyle J_{1}=nh\ },      {\displaystyle J_{2}=kh\ },
де  {\displaystyle n}- визначає головну піввісь еліптичної орбіти електрона ({\displaystyle a}- ), а  {\displaystyle k}- - його фокальний напівпараметр  {\displaystyle q}:
{\displaystyle a=a_{0}n^{2}\ },      {\displaystyle q=a_{0}k^{2}\ },
В цьому випадку Зоммерфельд отримав вираз для енергії у вигляді
{\displaystyle E=-{\frac {RhZ^{2}}{h^{2}}}+\epsilon (n,k)}.
де  {\displaystyle R} - стала Рідберґа, а  {\displaystyle Z} - порядковий номер атому (для водню {\displaystyle Z=1} ).
Додатковий член {\displaystyle \epsilon (n,k)} відображає більш тонкі деталі розщеплення спектральних термів воднеподібних атомів, а їх число визначається квантовим числом {\displaystyle k}. Таким чином самі спектральні лінії являють собою системи більш тонких ліній, які відповідають переходам між рівнями вищого стану ({\displaystyle n=n_{1},k=1,2,...,n_{1}})   та нижчого стану({\displaystyle n=n_{2},k=1,2,...,n_{2}}). Це і є т.з. тонка структура спектральних ліній. Зоммерфельд розробив теорію тонкої структури для воднеподібних атомів (H, {\displaystyle He^{+}}, {\displaystyle Li^{2+}}), а Фаулер із Пашеном на прикладі спектру однократно іонізованого гелію {\displaystyle He^{+}} встановили повну відповідність теорії із експериментом.
Зоммерфельд (1916 р.) ще задовго до виникнення квантової механіки Шредінгера отримам феноменологічну формулу для водневих термів у вигляді:
{\displaystyle E+E_{0}=E_{0}{\big (}1+{\frac {\alpha ^{2}Z^{2}}{{\big (}n_{r}+{\sqrt {(}}n_{\phi }^{2}-\alpha ^{2}Z^{2}))^{2}}}{\big )}^{-1/2}},
де {\displaystyle \alpha } - стала тонкої структури,  {\displaystyle Z} — порядковий номер атома,  {\displaystyle E_{0}=mc^{2}} — енергія спокою, {\displaystyle n_{r}} - радіальне квантове число, а {\displaystyle n_{\phi }} — азимутальне квантове число. Пізніше цю формулу отримав Дірак використовуючи релятивістське рівняння Шредінгера. Тому зараз ця формула і носить ім'я Зоммерфельда — Дірака. 
Поява тонкої структури термів пов'язана із прецессійним рухом електронів навколо ядра атома. Тому появу тонкої структури можна виявити за резонансним ефектом в області ультракоротких електромагнітних хвиль. У випадку {\displaystyle Z=1} (атом водню) величина розщеплення близька до
{\displaystyle E/h\approx R\alpha ^{2}/n^{2}}
Оскільки довжина електромагнітної хвилі рівна
{\displaystyle \lambda =c/\nu =ch/E=cn^{2}/R\alpha ^{2}\approx 0,17cm}
Тому для  {\displaystyle n=2} це буде майже 1см.

## Квазікласична інтерпретація сталої тонкої структури
Відомо, що в рамках "квазікласичного підходу" рух релятивістського електрону в полі ядра атому протікає по еліпсах, що зміщуються, утворюючи т.з. "розетку Зоммерфельда". Мінімальна відстань електрона від ядра в перигелії орбіти ({\displaystyle r_{1}}), а максимальна - в афелії ({\displaystyle r_{2}}). Тому на відміну від т.з. "кругового руху", коли потенційна енергія електрону не змінюється, у випадку релятивістського електрону ми будемо мати постійно роботу, що виконується при переміщенні заряду:
{\displaystyle A_{E}={\frac {q^{2}}{4\pi \epsilon _{0}}}\left({\frac {1}{r_{1}}}-{\frac {1}{r_{2}}}\right)}
де {\displaystyle q} - заряд електрону, а {\displaystyle \epsilon _{0}}- діелектрична стала в системі ISQ. Очевидно, що ця робота з переміщення заряду не залежить від конкретного шляху, яким переміщується електрон від перигелія до афелія. Взявши позначення для радіусів
{\displaystyle r_{2}=r}
{\displaystyle r_{1}={\frac {r}{(1+2\pi )}}}
формулу для роботи можна переписати у вигляді:
{\displaystyle A_{E}={\frac {q^{2}}{4\pi \epsilon _{0}}}={\frac {q^{2}}{4\epsilon _{0}r}}}
Використовуючи постулат Бора з квантування енергії випромінювання/поглинання:
{\displaystyle E_{\nu }={\frac {hc}{\lambda }}},
де враховано, що {\displaystyle \nu ={\frac {c}{\lambda }}}, знаходимо відношення роботи з переміщення релятивістського електрону до енергії випромінювання/поглинання у вигляді:
{\displaystyle {\frac {A_{E}}{E_{\nu }}}={\frac {q^{2}}{2\epsilon _{0}hc}}\cdot {\frac {\lambda }{r}}=\alpha \cdot {\frac {\lambda }{r}}},
Очевидно, що у граничному випадку, коли {\displaystyle \lambda =r} ми отримаємо співвідношення:
{\displaystyle {\frac {A_{E}}{E_{\nu }}}=\alpha },
де {\displaystyle \alpha ={\frac {q^{2}}{2\epsilon _{0}hc}}}- стала тонкої структури.
Отже, у загальному випадку, т.з. розщеплення енергетичних термів воднеподібних атомів в феноменологічній формулі Зоммерфельда, та пов'язана з ним т.з. тонка структура тривіально пов'язана з еліптичністю орбіти релятивістського електрону, та не нульовим значенням роботи переміщення.